# Finlandsinstitutet i Storbritannien och Irland
Finlandsinstitutet i Storbritannien och Irland (finska: Suomen Britannian- ja Irlannin-instituutti, engelska: Finnish Institute in the UK and Ireland) är en ideell förening i London som finansieras huvudsakligen av undervisnings- och kulturministeriet. Institutet är ett av Finlands 17 kultur- och vetenskapsinstitut och hör till  Finlands kultur- och vetenskapsinstitut rf (SKTI). Institutets verksamhetsområden är Finland, Storbritannien och Irland och upprätthålls av Stiftelsen för Finlandsinstitutet i Storbritannien och Irland. Institutets verksamhet består av två program: konst och samhälle. Institutet hör till Britanniens Team Finland nätverk och samarbetar med Finlands Ambassad i Dublin. Institutet är också medlem av Europeiska kulturinstitutets EUNIC-nätverk.

## Verksamhet
Finlandsinstitutet i Storbritannien och Irland är en expert på finländsk kultur och samhälle i Storbritannien och Republiken Irland. Institutet stöder finländska konstnärers och experters rörlighet, ordnar evenemang och ger experthjälp. Institutet idkar samarbete med de främsta och intressantaste organisationerna i Storbritannien och Irland, stöder forskning, det kreativa fältet samt social innovation. Institutet gynnar tvärvetenskapliga och gränsbrytande nätverk och partnerskap.

## Historia
Institutet grundades året 1991 som Finlandsinstitutet i London (Suomen Lontoon-instituutti). År 2021 bytte institutet bytte sitt namn till Finlandsinstitutet i Storbritannien och Irland.
Chefer:
- Eino Lyytinen 1991–1993
- Jaakko Rusama 1993–1996
- Henrik Stenius 1996–1999
- Panu Minkkinen 1999–2002
- Timo Valjakka 2002–2005
- Seppo Kimanen 2005–2008
- Raija Koli 2008–2013
- Susanna Pettersson 2013–2014
- Johanna Vakkari oktober 2014 – januari 2015
- Pauliina Ståhlberg 2015–2018
- Emilie Gardberg 2018–2020
- Jaakko Nousiainen 2021–